# يونس كعبوني
يونس كعبوني (ولد في 23 أيار/مايو 1995) هو لاعب كُرة قدم فرنسي من أصل مغربي، يلعب في مركز لاعب خط الوسط.

## المهنية
لعب سابقا يونس كعبوني في الدوري الفرنسي للدرجة الأولى لأول مرة في 6 تشرين الأول/أكتوبر 2013، وقد فاز فريقه بـ 4-1 ضد نادي سوشو.

## إحصاءات

### النادي
| النادي               | الموسم        | الدوري           | الدوري  | الدوري | كأس     | كأس   | كأس الدوري | كأس الدوري | أوروبا  | أوروبا | أخرى    | أخرى  | مجموع   | مجموع |
| النادي               | الموسم        | شعبة             | تطبيقات | أهداف  | تطبيقات | أهداف | تطبيقات    | أهداف      | تطبيقات | أهداف  | تطبيقات | أهداف | تطبيقات | أهداف |
| -------------------- | ------------- | ---------------- | ------- | ------ | ------- | ----- | ---------- | ---------- | ------- | ------ | ------- | ----- | ------- | ----- |
| بوردو                | 2013-14       | الدوري الفرنسي 1 | 4       | 0      | 1       | 0     | 0          | 0          | 0       | 0      | —       | —     | 5       | 0     |
| بوردو                | 2014-15       | الدوري الفرنسي 1 | 12      | 0      | —       | —     | 1          | 0          | —       | —      | —       | —     | 13      | 0     |
| بوردو                | مجموع         | مجموع            | 16      | 0      | 1       | 0     | 1          | 0          | 0       | 0      | 0       | 0     | 18      | 0     |
| النجم الاحمر (القرض) | 2015-16       | الدوري الفرنسي 2 | 4       | 0      | —       | —     | 1          | 0          | —       | —      | —       | —     | 5       | 0     |
| مجموع المهنية        | مجموع المهنية | مجموع المهنية    | 20      | 0      | 1       | 0     | 2          | 0          | 0       | 0      | 0       | 0     | 23      | 0     |

## روابط خارجية
- يونس كعبوني على موقع قاعدة بيانات كرة القدم.إي يو (الإنجليزية)
- يونس كعبوني على موقع ليكيب (الفرنسية)
- يونس كعبوني على موقع Soccerway.com (الإنجليزية)
- يونس كعبوني على موقع AS.com (الإسبانية)